# Сухумский обезьяний питомник

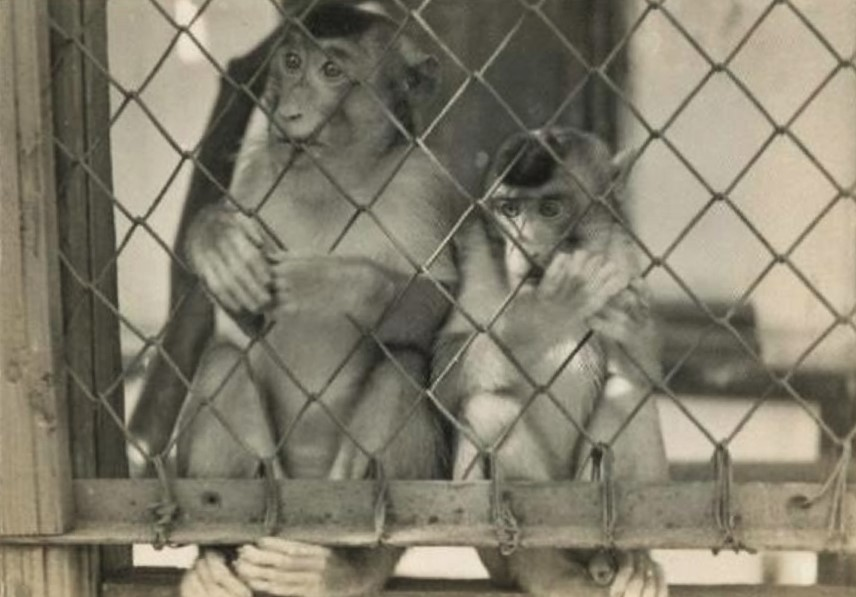
Макаки в Сухумском обезьяньем питомнике. 1930-е годы. Фото С. Струнникова

Сухумский обезьяний питомник является базой Научно-исследовательского института экспериментальной патологии и терапии Академии наук Абхазии (НИИЭПиТ АНА).
Расположен на склоне горы Трапеция в Сухуме, на месте бывшей дачи русского и советского учёного профессора А. А. Остроумова, недалеко от Сухумского ботанического сада. Открыт круглый год без выходных с 9:00 до 19:00.

## История
Первый нарком здравоохранения РСФСР Н. А. Семашко выдвинул идею создания питомника обезьян в СССР в целях экспериментов над приматами для изучения человеческих болезней. Сухум был выбран из-за близости климата к родным для обезьян тропикам и обилия фруктов для их питания.
Возникнув первоначально в значительной мере в связи с необходимостью иметь материалы в виде эндокринных желёз для пересадки людям с больным, старым, ослабленным организмом, питомник первоначально поставил себе цель акклиматизировать и добиться размножения обезьян в условиях Сухумскоrо субтропического климата.
Датой основания Сухумского обезьяньего питомника считается 24 августа 1927 года, когда пароход «Пестель» доставил из Батуми по паре павианов анубисов и шимпанзе, купленных в Гвинее (заказаны были пятнадцать приматов, но остальные погибли по дороге из Африки).
До 1930 года в питомник прибыло 102 обезьяны, среди которых были 5 орангутанов, 13 шимпанзе, 2 бабуина и 39 гамадрилов. Смертность была чрезмерно велика, погибли все человекообразные обезьяны, но гамадрилы выжили и стали успешно размножаться.
Неудача с содержанием человекообразных обезьян имела одной из своих причин неблагоприятные условия местоположения питомника. Каманское ущелье, в котором питомник располагался, характеризуется холодными ветрами. Дом для обезьян был расположен около пыльного шоссе, и пыль обильно оседала как на этот дом, так и на крупные вольеры 2 и 3, где жили на свободе стада макак и павианов-гамадрилов. Весь питомник располагался на краю города, из которого вполне был возможен занос инфекций, что, по-видимому, и имело место во время эпидемии амёбной дизентерии 1931 году, когда погибло 6 молодых шимпанзе, уже освоившихся с условиями жизни в питомнике.
На базе питомника в 1958 году был основан НИИЭПиТ, в советское время ставший центром изучения приматологии международного значения и научной базой по борьбе с онкологическими заболеваниями.
В институте содержались около 1000 приматов и готовились 12 обезьян-макак для полётов в космос по программе «Бион» (первый полёт 14 декабря 1983 года). Здесь были созданы первые в мире модели ряда вирусов и испытаны полиомиелитные, коревые и гепатитные вакцины, проверялись новые антибиотики и лекарства. В 1974 году в долине реки Гумиста был создан заказник, куда в качестве эксперимента были выпущены на волю павианы гамадрилы.
К началу грузино-абхазской войны количество обезьян в питомнике насчитывало около 2000 особей, от которых в 1994 году осталось только 37. Питомник пострадал во время боевых действий, однако материальную базу и кадры (несмотря на отсутствие зарплаты) удалось, в основном, сохранить. Обезьян кормили кукурузой и продуктами с собственных огородов
На территории питомника установлены памятник первому русскому нобелевскому лауреату физиологу И. П. Павлову и памятник обезьянам.

## Галерея

Памятник И. П. Павлову
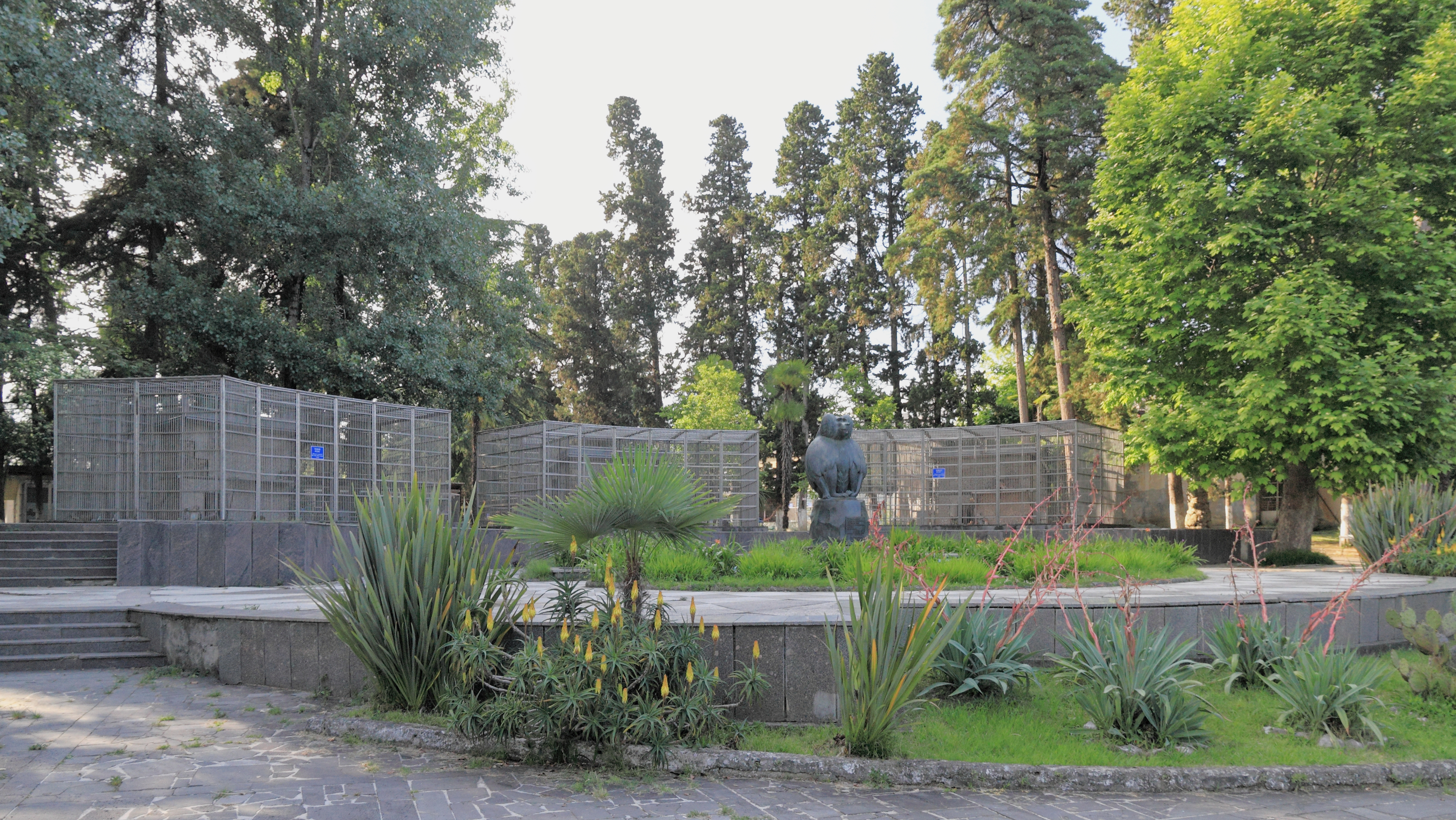
Памятник обезьянам
- Видео